# Cathédrale de Ceuta
La cathédrale Nore-Dame-de-l'Assomption est une cathédrale catholique située dans la ville de Ceuta, dans l'exclave espagnole du nord de la côte marocaine. Elle est la cocathédrale du diocèse de Cadix et Ceuta.

## Historique
La cathédrale a été bâtie au XVe siècle sur les fondations d'un temple du VIe siècle. Elle a subi de nombreuses transformations depuis, la plus notable est sa façade devenue néoclassique, en plus d'un portail en marbre noir Renaissance et un autel baroque dans une chapelle.

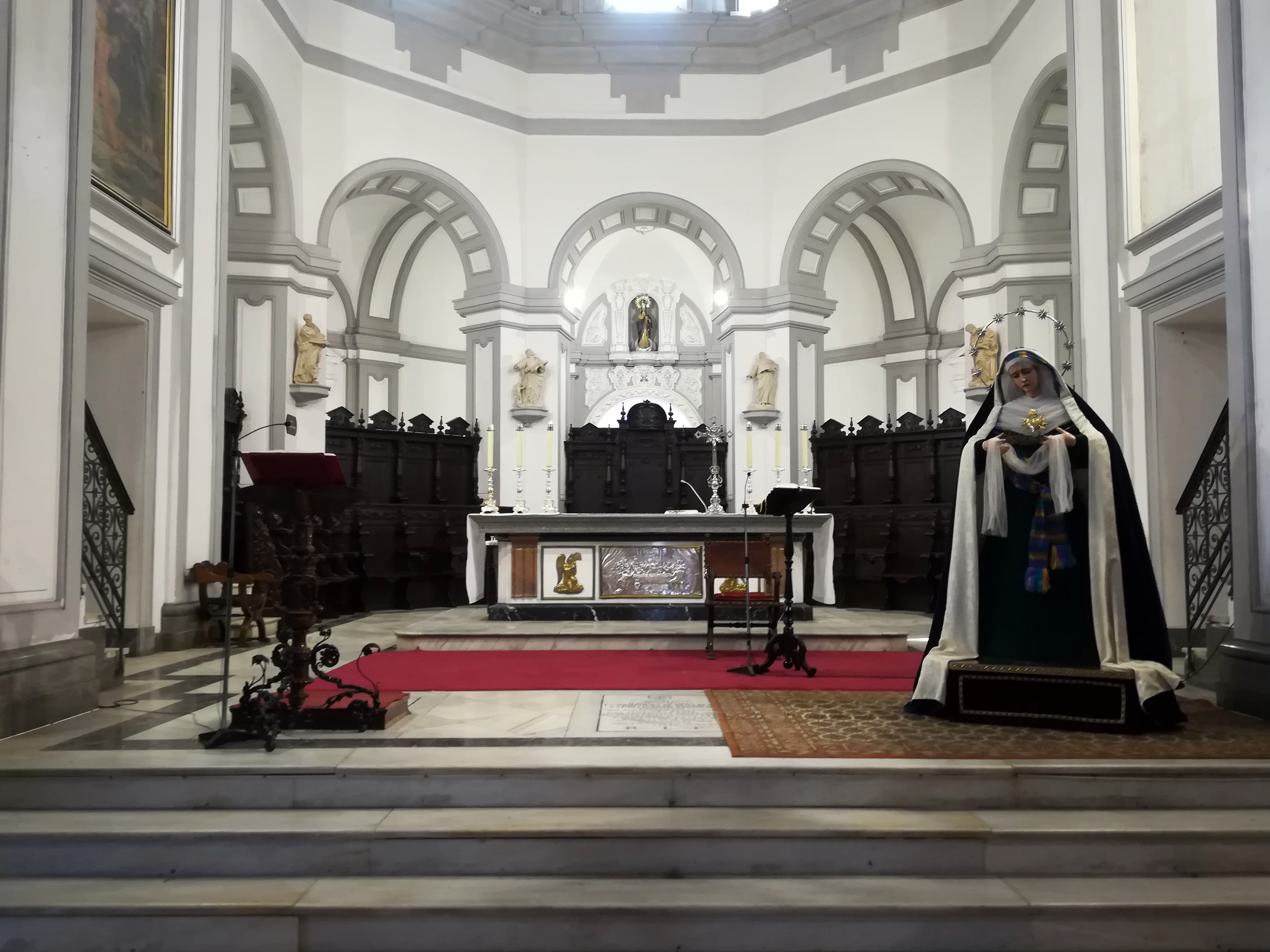
Le maître-autel avec une statue de la Vierge des Douleurs.

## Protection
L'édifice fait l’objet d’un classement en Espagne au titre de bien d'intérêt culturel depuis le 18 novembre 2008.